# Iosif din Copertino
Iosif din Copertino (n. 17 iunie 1603, Copertino, Apulia, Italia – d. 18 septembrie 1663, Osimo, Marchia Anconitana, Statele Papale) a fost un călugăr franciscan minorit italian, venerat ca mistic și sfânt. Potrivit relatărilor, a fost slab la învățătură, dar a experimentat o levitație și viziuni extatice de-a lungul vieții, care l-au făcut obiectul disprețului. Cererea sa de a fi primit la călugării minoriți (franciscani conventuali) a fost respinsă din cauza lipsei sale de educație. Apoi i-a rugat să slujească în grajdurile lor. După câțiva ani de muncă acolo, îi impresionase atât de mult pe călugări prin devotamentul și simplitatea vieții sale, încât a fost în cele din urmă admis și destinat să devină preot, în 1625.

## Biografie
S-a născut ca fiu al lui Felice Desa și Frencesca Panara în satul Copertino, în regiunea Apulia, apoi în Regatul Napoli, acum în provincia italiană Lecce. Tatăl său a murit înainte de nașterea lui, însă casa familiei a fost sechestrată pentru a-și achita marile datorii pe care le-a rămas, iar mama sa a fost nevoită să-l nască într-un grajd.
Iosif a început să aibă viziuni extatice în copilărie, care urmau să continue de-a lungul vieții și l-au făcut obiectul disprețului. Viața lui nu a fost ajutată de desele sale izbucniri de furie. Curând a fost ucenic de unchiul său la un cizmar. Simțindu-se atras de viața religioasă, în 1620 se adresează călugărilor franciscani conventuali, dar a fost respins din cauza lipsei de educație. Apoi a solicitat călugărilor capucini din Martino, lângă Taranto, de care a fost acceptat în 1620 ca frate mirean, dar a fost demis deoarece extazul său continuu l-a făcut inapt pentru îndatoririle cerute de el.
După ce Iosif a revenit la disprețul familiei sale, el a rugat călugărilor conventuali de lângă Copertino să li se permită să slujească în grajdurile lor. După câțiva ani de muncă acolo, el impresionase atât de mult pe călugări cu devotamentul și simplitatea vieții sale, încât a fost admis în Ordinul lor, destinat să devină preot catolic, în 1625. A fost hirotonit preot la 28 martie 1628. Apoi a fost trimis la mănăstirea Santa Maria della Grotella, chiar lângă Copertino, unde a petrecut următorii 15 ani.
După acest moment, ocaziile de extaz din viața lui Iosif au început să se înmulțească. S-a susținut că a început să leviteze în timp ce participa la liturghie sau se alătură comunității pentru Oficiul Divin, câștigând astfel o reputație larg răspândită de sfințenie în rândul oamenilor din regiune și nu numai. Cu toate acestea, el a fost considerat perturbator de către superiorii săi religioși și autoritățile bisericești și, în cele din urmă, a fost închis într-o celulă mică, căruia i-a fost interzis să se alăture la orice adunare publică a comunității.
Deoarece fenomenul de zbor sau de levitație era larg considerat a fi legat de vrăjitorie, Iosif a fost denunțat Inchiziției. La comanda acesteia a fost transferat de la o mănăstire franciscană din regiune la alta pentru observație, mai întâi la Assisi (1639–1653), apoi pentru scurt timp la Pietrarubbia și în cele din urmă Fossombrone, unde a locuit sub supravegherea călugărilor capucini (1653–1657). El a practicat o asceză severă de-a lungul vieții, de obicei mâncând alimente solide doar de două ori pe săptămână și adăugând pulberi amare în mesele sale. A trăit 35 de ani din viață urmând acest regim.
În cele din urmă, la 9 iulie 1657, Iosif i s-a permis să se întoarcă într-o comunitate conventuală, fiind trimis la cea din Osimo, unde a murit curând.
Iosif a fost beatificat în 1753 și canonizat în 1767.